# Stoke-on-Trent
Stoke-on-Trent (a menudo abreviada a Stoke), también conocida como The Potteries, es una ciudad y autoridad unitaria del condado de Staffordshire, en la región de Midlands del Oeste, Inglaterra, Reino Unido. La ciudad es una federación de seis pueblos: Hanley, Stoke, Burslem, Tunstall, Longton y Fenton, que conforman una ciudad lineal de casi diecinueve kilómetros de largo en un área de 58 kilómetros cuadrados. Junto al pueblo de Newcastle-under-Lyme forma un conurbano, mientras que junto al municipio de Newcastle-under-Lyme constituye la zona metropolitana de The Potteries en North Staffordshire. En 2001 contaba con una población de 240 636 habitantes. La ciudad es una unidad autónoma, con un alcalde elegido de forma directa.

## Deportes
El Stoke City FC es el club de fútbol de la ciudad, y compite en la EFL Championship, la segunda división del fútbol nacional. Juega sus encuentros de local en el Bet365 Stadium cuyo aforo supera los 30.000 espectadores.
El Port Vale FC es el otro club profesional de fútbol de la ciudad, compitiendo en la Football League One, tercera división del fútbol profesional Inglés. Juega sus partidos en el Vale Park, estadio con una capacidad ligeramente superior a 15.000 espectadores.

## Ciudad hermana
- Erlangen, Alemania